# 纳沙泰尔大学
纳沙泰尔大学（法語：Université de Neuchâtel，常缩写为），是位于瑞士法语区纳沙泰尔州的一所公立大学。建于1838年。纳沙泰尔大学年度预算约1.2亿瑞士法郎，研究经费约4000万瑞郎。